# Гаджибеков, Джафар-бек Гаджи-бек оглу
Джафар-бек Гаджибеков (1798—1834) — поручик русской армии, военный и общественный деятель.

## Биография
Джафар-бек родился в 1798 году в городе Шуше. Отец Джафар-бека, Гаджи-бек Кебирли исполнял при Мехти Кули-хане Карабахском должность военачальника.
В службу Джафар-бек вступил в 1-й конно-мусульманский (азербайджанский) полк, сформированный в годы русско-турецкой войны (1828—1829) из жителей Карабахской провинции. Всего в этот период главнокомандующим Отдельным Кавказским корпусом, генерал-адъютантом графом Паскевичем-Эриванским из жителей азербайджанских провинций были сформированы четыре конно-мусульманских полка и Конница Кянгерлы.
1-й конно-мусульманский полк вместе с тремя другими конно-мусульманскими полками и Нижегородским драгунским полком вошёл в состав сводной кавалерийской бригады Н. Н. Раевского. В составе бригады азербайджанские воины с успехом выполняли ответственные боевые задачи (взятие крепости Хертвис, Соганлугское сражение).
Тем временем горные племена лазов покусились вытеснить русские войска из крепости Байбурта. Джафар-бек Гаджибеков лично двинулся на них и рассеял их совершенно. После этого он делал небольшие экспедиции в разные стороны от Эрзерума для изгнания неприятельских отрядов.
В.А.Потто пишет: "Набег на Катанлы имел слишком много завлекательных сторон для наших мусульман и от охотников ходить в подобные экспедиции не было отбоя. 29 августа одна из таких партий, высланная князем Голицыным от первого полка, с султаном Джафар-беком напала на деревню Джан-Уран, разграбила ее дочиста и угнала скот. Отлично знакомые с русским порядком, карабагцы знали, что часть отбитого скота должна записываться в пользу казны, а отдавать его им не хотелось. И вот, поделив между собою добычу, они стали возвращаться в лагерь украдкой".
За отличие и проявленную храбрость в сражениях с османами в 1830 году награждён орденом Святой Анны 4-й степени с бантом.
В составе командированного в Варшаву в ноябре 1834 года Закавказского конно-мусульманского полка наряду с штабс-капитаном Куткашенским Исмаил-беком, поручиком Бакихановым Джафар Кули Ага (младший брат Аббаскули-ага Бакиханова), был и поручик Джафар-бек Гаджибеков.
Джафар-бек был женат на Мине-ханум. У супружеской пары было 4 детей: сын — Сахли Али-бек и дочери Пери Джаган-ханум, Пуста-ханум, Мелек-ханум.